# Lisa Stansfield
Lisa Stansfield (Manchester, 1966. április 11. –) angol énekesnő, dalszerző és színésznő. Karrierje 1980-ban kezdődött, amikor megnyerte a Search for a Star című énekversenyt. Ezután feltűnt különböző tévéműsorokban és megjelentette első kislemezét. Stansfield, Ian Devaney és Andy Morris közösen megalapították a Blue Zone-t 1984-ben. Az együttes számos kislemezt és egy albumot is kiadott, de az 1989-es “People Hold On” sikerei után, amiben Stansfield is közreműködött, már az énekesnő szólókarrierjére összpontosítottak.
Első albuma, az Affection (1989), és a világszerte listavezető kislemeze, az “All Around the World”, hatalmas áttörést jelentett a karrierjében. Kétszer is jelölték Grammy-díjra és az Affection máig a legnagyobb példányszámban elkelt albuma. A következő években, kiadta a Real Love, a So Natural és a Lisa Stansfield albumait. 1999-ben első filmszerepét a Swingben játszotta, és a film zenéjét is ő vette fel stúdióban. Ezután a Face Up (2001), a Biography: The Greatest Hits (2003) és a The Moment (2004) című albumokat adta ki. A The Moment megjelenését követően zenei karrierje helyett a filmes karrierjét helyezte előtérbe. 2008-ban a A szerelem határaiban szerepelt és még a 2014-es Northern Soul-ban is játszott.
Legújabb albuma 2014. január 31-én jelent meg, Seven címmel. Erről a vezető kislemez „Can’t Dance”, digitálisan 2013. október 16-án jelent meg. Az új albumát az európai Seven Tour című turnéja alatt reklámozta 2013-ban és 2014-ben.
Számos díjat kapott, köztük a Brit Awards, az Ivor Novello Awards, a Billboard Music Award, a World Music Award, az ASCAP Award, a Women’s World Award, a Silver Clef Awards és a DMC Awards díjait. Eladott több mint 20 millió nagylemezt világszerte, ebből 5 millió csak az Affection volt.

## Fiatalkora és karrierjének kezdete
1966 április 11-én született Manchesterben. Szülei Mairon és Keith Stansfield, két testvére van, Karen és Suzanne. Családja 1976-ban költözött Haywoodba, majd Rochdale-be 1977-ben. Stansfield soul zenét hallgatva nőtt fel és unokatestvérével, Julie-val játszott. Emlékei szerint először Diana Ross és a The Supremes voltak rá nagy hatással, példaképeivel, Barry White-tal és Marvin Gaye-jel együtt.
1980-ban, Stansfield megnyerte a Search for a Star-t énekversenyt a Talk of the Town night clubban és 1981-ben a Devil Records kiadó megjelentette első kislemezét, a "Your Alibis"-t. 1982-ben részt vett a Bring Me the Head of Light Entertainment című tévéműsorban, ami az ITV Granada-n futott. Ugyanebben az időben Stansfield a Polydor Recordshoz szerződött.
1983-ban, Johnnie Hamp egy dokumentumfilmet készít az ITV Granada számára Pete Walker rendezésében Born in the Sixties: Lisa Stansfield címmel. Ez egy monográfia volt az ambiciózus énekesnőről és az ő, az anyja és a nővére megjegyzéseit tartalmazta, illetve néhány saját dala is elhangzott benne. Szintén 1983-ban társműsorvezetőként tűnt fel a Razzamatazz című televíziós gyerekműsorban, és szerepelt egy másik gyerekműsorban is, a The Krankies Klub című tévésorozatban. 1982 és 1983 között még három kislemezt jelentett meg, a "The Only Way", a "Listen to Your Heart" és az "I Got a Feeling". A korai hangfelvételeit az 1996 szeptemberében megjelent In Session válogatásalbum tartalmazza.

## Zenei karrier

### 1984–1988: Blue Zone
1984-ben találkozott a korábbi iskolatársaival, Ian Devaney-vel és Andy Morris-szal és megalapították a Blue Zone együttest. Írtak néhány dalt, és készítettek egy demo-t, amivel lemezkiadókat kerestek meg. Egy kis független lemezkiadó cég, a Rockin’ Horse Records szerződtette őket 1985-ben, ezt a lemezkiadó céget egy évvel később felvásárolta az Arista Records. 1986-ban a „Love Will Wait” és a „Finest Thing” című két első kislemezük megjelenése után 1987 októberében az Arista kiadta az „On Fire”-t. Miközben a kislemez egyre feljebb került a toplistákon (a 99. helyig jutott az Egyesült Királyságban), a lemezkiadó cég visszahívta a példányait a King’s Cross metrótűzeset miatt. A következő kislemez, a „Thinking About His Baby” népszerű lett 1988-ban és 79. helyet érte el az Egyesült Királyságban. A korong B oldalán hallható „Big Thing” népszerű lett a rádióban és a klubokban egyaránt.
1988 júliusában a "Jackie" című dalukat kislemez formájában kiadták külföldön, és a 37. helyet érték el vele a Hot Dance Club Songs, illetve az 54. helyet a Billboard Hot 100-as toplistán. Big Thing című albumuk (amit 1987-ben vettek fel) kiadását többször elnapolta a lemezkiadójuk. Végül megjelent az Egyesült Királyságon kívül 1988 novemberében különösebb promóció nélkül jelent meg. Az albumon lévő dalokat a Blue Zone írta, kivéve a Jackie-t, amit Billy Steinberg és Tom Kelly szerzett. Az album producere Paul Staveley O’Duffy, kivétel ez alól a "Perfect Crime" című dal, aminek a produceri munkálatait maga a Blue Zone látta el. Ric Wake társproducere volt a "Jackie"-nek és a "Perfect Crime"-nak.

### 1989–1990:Affection

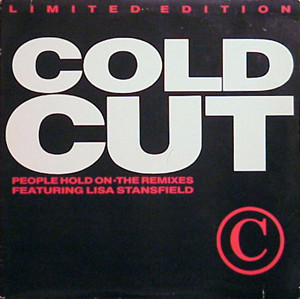
Coldcut és Lisa Stansfield "People Hold On" című dalának remixelt limitált 12"inches vinyl lemez borítója, mely az USA-ban jelent meg.

Az 1989-es év elején, Stansfield társszerzőként stúdióban felvette „People Hold On” című dalát a Coldcut What’s That Noise albumához. A kislemez 1989 márciusában jelent meg és a 6. helyet szerezte meg a Hot Dance Club Songs toplistán az Egyesült Államokban és a 11.-et az Egyesült Királyságban. Ennek a számnak a sikere nyomán az Arista Records szóló előadóként szerződtette Stansfieldet. A bemutatkozó albuma, az Affection 1989. november 20-án jelent meg. Stansfield írta az összes számot, Ian Devaney-vel és Andy Morris-szal együtt. Devaney és Morris producerei is voltak az albumnak, kivéve a „This Is The Right Time”-ot, aminek a Coldcut volt a producere. Az Affection-ről elismerő kritikát kapott a zenekritikusok részéről és a kereskedelmileg is sikeres volt. Bekerült a top 10-be világszerte a lemezeladási listákon, az 1. helyet szerezte meg Ausztriában és Olaszországban, 2. lett az Egyesült Királyságban, Németországban, Spanyolországban, Svédországban és Svájcban is, 3. Belgiumban, 5. Új-Zélandon, 6. Hollandiában és Norvégiában, 7. Ausztráliában és Kanadában. Az USA-ban az 5. helyig jutott a Top R&B/Hip-Hop Albums slágerlistán, és 9.-ig a Billboard 200-as toplistán. Az albumból világszerte 5 millió példány adtak el és tripla platinalemez lett belőle az Egyesült Királyságban, platinalemez az USA-ban, Kanadában, Németországban, Spanyolországban, Svédországban és Svájcban, illetve aranylemez Franciaországban, Finnországban és Ausztriában.
Az Affection tartalmazza Stansfield legnagyobb, védjegyévé vált slágerét, az „All Around the World”-öt. A szám az első helyet szerezte meg számos országban, így az Egyesült Királyságban, Ausztriában, Belgiumban, Hollandiában, Norvégiában és Spanyolországban. Az USA-ban az „All Around the World” az első helyre lépett a Hot Dance Club Songs, és a Hot R&B/Hip-Hop Songs toplistákon, illetve a harmadik helyig jutott a Billboard Hot 100-on. A kislemez platina minősítést kapott az USA-ban, miután több mint 1 millió példányt vettek belőle, és számos országban aranylemez lett, többek között az Egyesült Királyságban, Németországban, Ausztráliában, Svédországban és Ausztriában. Az Egyesült Királyságban az albumról kimásolt többi kislemez, úgy, mint a „Live Together” a 10. helyet, a „This The Right Time” a 13.-at és a "What Did I Do to You?" a 25. helyet érte el a toplistán. Az USA-ban a "You Can’t Deny It" az első helyig jutott a Hot R&B/Hip-Hop Songs-on, és második helyig a Billboard Hot 100 slágerlistán.. A This Is the Right Time pedig elérte az első helyet a Hot Dance Club Songs-on, 13. hely Hot R&B/Hip-Hop Songs és 21-et a Billboard Hot 100-on.
1990-ben Európában és Észak-Amerikában is turnézott, melynek során népszerűsítette albumát, és később megjelentette a „Live! All Around the World” home video-t is. Az Affectionnek és az "All Around the World"-nek köszönhetően számos díjat kapott, úgy mint a Brit Awards, a Billboard Music Award, a World Music Award, az ASCAP Award, az Ivor Novello Awards, a Silver Clef Awards és a DMC Awards díját. Stansfieldet két Grammy-díjra is jelölték Legjobb új előadó és Legjobb női popénekes kategóriában. Röviddel a sikerei után, két dalt rögzített jótékony célokra. 1989 decemberében, Stansfield a Band-Aid II jótékonysági szupercsoport tagja lett, ami azért alakult, hogy segítse a szegényeket Etiópiában és elkészítették a Do They Know It’s Christmas-t, ami három hétig vezette az angol kislemezeladási toplistát. Később feldolgozta a Down in the Depths-et, a Red Hot + Blue válogatáslemezhez, ami egy AIDS jótékonysági lemez volt. 1990 szeptemberében jelent meg és videóklipet is forgattak hozzá.

### 1991–1992:Real Love
1991-ben Stansfield elkészítette második stúdióalbumát, ami 1991 novemberében jelent meg. Ian Devaney-vel és Andy Morris-szal közösen írták a dalokat, a produceri feladatokat szintén Devaney és Morris látták el. A Real Love pozitív kritikákat kapott és a világ különböző országainak slágerlistáin bekerült a legjobb 10 dal közé, ahogyan harmadik lett az Egyesült Királyságban, az ötödik helyet érte el Hollandiában, kilencedik Németországban és tizedik Belgiumban, Az Egyesült Államokban a hatodik helyig jutott a Top R&B/Hip-Hop Album slágerlistán, és Billboard 200-as toplistájának a 43. helyére került. Kétszeres platinalemez lett az Egyesült Királyságban és aranylemez lett az Egyesült Államokban, Kanadában, Németországban, és Svájcban. Az első kislemez, a "Change" annyira sikeres volt, hogy bekerült a top 10-es mezőnybe Olaszországban, Belgiumban, Spanyolországban, Hollandiában, Kanadában és az Egyesült Királyságban. Az USA-ban első helyet szerezte meg a Hot Dance Club Songs-on, a 12.-et a Hot R&B/Hip-Hop Songs-on és a 22.-et a Billboard Hot 100-on.
A második kislemez a Real Love albumról az "All Woman" volt, a legjobb 40 dal közé került be Európa-szerte a toplistákon, a huszadik volt az Egyesült Királyságban. Sikeres volt az amerikai Hot R&B/Hip-Hop Songs listáján, amit 1992 áprilisában vezetett. A Billboard Hot 100-on 56. helyet érte el. A következő két kislemez a „Time To Make You Mine” és a „Set Your Loving Free” voltak, a 14. és a 28. helyet szerezték meg az Egyesült Királyságban. Az utolsó kislemez a „Little More Love” volt az USA-ban, 30. lett a Hot R&B/Hip-Hop Songs toplistán. 1992-ben az énekesnő világkörüli turnéra indult, Európában, Ázsiában és az Egyesült Államokban koncertezett és megjelentette a Live at Wembley (Élőben a Wembley-ből) című home videót. Az 1992-es év végén vette fel Someday (I’m Coming Back) című dalát, aminek társszerzője is volt. A sikeres The Bodyguard: Original Soundtrack Albumra került fel, ami a hazánkban Több mint testőr címmel sugárzott film betétdalait tartalmazta. A dal kislemezként jelent meg Európában 1992 decemberében, Whitney Houston I Will Always Love You dala után, bekerülve az angol kislemezeladási lista top 10-es mezőnyébe.

### 1993–1996:So Natural
1993 áprilisában George Michael kiadott egy jótékonysági EP-t, a Five Live-ot. Ezen szerepelt a „These Are the Days of Our Lives”, Stansfielddel és a Queennel közösen felvett dal, ami a Freddie Mercury emlékkoncerten hangzott el 1992 áprilisában. A Five Live sikeres volt, három hétig listavezető maradt az Egyesült Királyságban. A Freddie Mercury emlékkoncerten, ami VHS-en is megjelent, Stansfield az I Want to Break Free-t is előadta. Az 1993-as év elején, társszerzőként stúdióban felvette az „In All the Right Places”-t, a Tisztességtelen ajánlat című Robert Redford és Demi Moore főszereplésével készült drámának a betétdalát. A kislemez 1993 májusában került kiadásra és nyolcadik helyet érte el az Egyesült Királyságban és Írországban. Utólag ez a szám felkerült Stansfield harmadik stúdióalbumára, a So Natural-re, ami 1993. november 8-án jelent meg.
A So Natural pozitív véleményeket söpört be a zenekritikusoktól, és közepesen teljesített a slágerlistákon, a hatodik helyet elérve platinalemez lett az Egyesült Királyságban. A top 40-es mezőnybe jutott be Olaszországban, Svédországban, Németországban, Svájcban, Ausztriában és Hollandiában. Az albumot az arról kimásolt két kislemezzel, a „So Natural”-lel és a „Little Bit of Heaven”-nel promotálták. Előbbi a 15., utóbbi a 32. helyig jutott az Egyesült Királyságban. A So Natural Észak-Amerikában nem jelent meg. 1994-ben Stansfield Japánban és az Egyesült Királyságban turnézott. Az 1994-es esztendő végén két kislemezt adott ki az Egyesült Államokban, a "Make It Right"-ot, ami a Beverly Hills 90210 című sorozat egyik betétdala volt, valamint Babyface-szel előadott duettjét, a "Dream Away-t", ami a The Pagemaster című filmnek lett az egyik betétdala. Stansfield a következő dalokat dolgozta fel: a "Friday’s Child"-ot az 1994-es No Prima Donna: The Songs of Van Morrison című albumhoz; az 1994-es "They Can’t Take That Away from Me"-t a The Glory of Gerschwin albumhoz; a "Just to Keep You Satisfied"-ot ami az 1995-ös Inner City Blues: The Music of Marvin Gaye albumra, és a "Take Me Away"-t (Aska-val közös duett) ami a One Voice: The Songs of Chage & Aska albumra került fel.

### 1997–2000:Lisa Stansfield
Az énekesnő a nevével azonos című, negyedik stúdióalbuma 1997. március 21-én jelent meg. Az album kedvező kritikákat kapott és kereskedelmileg is sikeres lett. A Lisa Stansfield második helyig jutott az Egyesült Királyságban, hatodik volt Belgiumban és a top 40-be bekerült Európa-szerte illetve Japánban. Az Egyesült Királyságban, Spanyolországban és Svájcban aranylemez lett. Az Egyesült Államokban a 30. helyre került fel a Top R&B/Hip-Hop Albums és 55. helyre a Billboard 200-as toplistáján. Európában a következő kislemezek jelentek meg: a „People Hold On" (The Bootleg Mixes)”, a „The Real Thing”, a „Never, Never Gonna Give You Up” és a "The Line". Mindegyik felkerült az angol kislemezeladási toplistára, ahol egyenként a 4., a 9., a 25. illetve a 64. helyig jutottak.
Az USA-ban a „Never, Never Gonna Give You Up” a 74. helyen szerepelt a Billboard Hot 100-as toplistáján. Az albumról négy listavezető kislemez jelent meg, amik a Billboard Hot Dance Club Songs toplistáját vezették: a „People Hold On" (The Bootleg Remix), a „Never, Never Gonna Give You Up”, a „Never Gonna Fall” és az „I’m Leavin’”. Ez a siker az Arista Recordsot a The Remix Album kiadására késztette, ami 1998 júniusában jelent meg. Stansfield 1997-ben és 1998-ban Dél-Amerikában, az USA-ban és Európában turnézott, albumát népszerűsítendő.

### 2001–2003:Face UpésBiography: The Greatest Hits
Stansfield ötödik stúdióalbuma Face Up címmel 2001. június 20-án jelent meg. A lemezen funk és a soul dalok szerepeltek, és merészen a 2-step stílust is felhasználta az első kislemezként megjelent „Let’s Just Call It Love” című dalában. Habár a Face Up gyengén teljesített a toplistákon, csak pár országban került be a legjobb 40 közé, Svájcban, Ausztriában, Németországban és az Egyesült Királyságban. Észak-Amerikában ki sem adták. Stansfield az albummal 2001-ben és 2002-ben turnézott Európában.
2003 februárjában Stansfield megjelentette első Best of albumát, ami a Biography: The Greatest Hits címet kapta. Harmadik helyen szerepelt az Egyesült Királyságban, negyedik Olaszországban, és más európai országok slágerlistáira is felkerült. Aranylemezzé vált az Egyesült Királyságban. A Biography: The Greatest Hits a CD-vel egy időben DVD-n is megjelent. Stansfield 2003 márciusában és áprilisában Európában turnézott népszerűsítve az albumát. 2003 júniusában az Arista lemezkiadó felújította az összes stúdióalbumát és újra kiadta azokat külön-külön, bónuszszámokat hozzáadva. The Complete Collection címmel egy hatlemezes CD-kollekció formájában is kiadták az egyenként kiadott lemezekkel egyidőben. 2003 novemberében Stansfield a Mona Lisa mosolya című film egyik betétdalát, az "I’ve Got the World on a String"-et énekelte el.

### 2004–2012:The Moment
2004-ben Stansfield elkészítette a Too Hot-ot a Kool & the Gang The Hits: Reloaded albumához (2004 áprilisában jelent meg) és a Lââm-mal közös duettjét, a "Breath In, Breath Out"-ot. Miután befejezte az együttműködést az Arista Records-szal, átszerződött a ZTT Recordshoz. A Grammy-díjas Trevor Horn volt a következő albumának a producere, a pop-orientált The Moment-et, ami 2004 szeptember 27-én jelent meg az Egyesült Királyságban. Jó fogadtatást kapott a zenekritikusok részéről, de kereskedelmi szempontból kudarcot vallott az Egyesült Királyságban, ahol csak az 57. helyet érte el. Az albumot az Edel Records 2005 februárjában Európa többi részén is kiadta, közepes sikerrel teljesített a listákon Ausztriában, Németországban és Svájcban a 15., 16. és 22. helyet megszerezve. Az album aranylemez lett Németországban. Az albumot az arról kikerült "Treat Me Like a Woman" és "If I Hadn’t Got You" kislemezekkel promotálták. Stansfield ismét turnéra indult 2005 júniusában és júliusában.

### 2013–2016: Újra turnézik és aSeven
2013. májustól júliusig Stansfield európai turnája során a legnagyobb slágereit adta elő. 2013. augusztus 13-án bejelentette hogy Seven stúdióalbuma 2013. október 21-én fog megjelenni. 2013. októberben bejelentette, hogy az album megjelenésének időpontját átrakták 2014. január 31-re Németországban és február 10-én az Egyesült Királyságban. Az első kislemezdal, a "Can’t Dance" legelőször a BBC Radio 2-es frekvenciáján Ken Bruce műsorában került bemutatásra 2013. augusztus 14-én, és digitálisan október 16-án jelent meg.
A Seven című albumán, amit Ian Devaney-val együtt szerzett, olyan számokat sorakoztat fel mint a "Can’t Dance", a "The Rain", a "Stupid Heart", a "Conversation", a "The Crown", a "So Be It" vagy a "Picket Fence". Los Angelesben és Manchesterben vették fel az albumot, John Robinsonnal együttműködve (aki a legtöbb hangfelvétellel rendelkező dobosként ismert a történelemben), és a Grammy-díjas Jerry Hey-jel, ők mindketten dolgoztak Michael Jackson Off the Wall, Thriller és Bad albumain. A Carry On-t választották második kislemeznek, a videóklipjének a premierje 2014. január 31-én volt. Ezután a tizenharmadik helig jutott az Egyesült Királyságban. Deluxe változatban is megjelent extra tartalommal. Stansfield turnéra indult 2013 novemberében és az albumával azonos, Seven Tour című turnéját folytatta Európában 2014 májusában és júniusában. A turné koncertsorozattal zárult az Egyesült Királyságban 2014 szeptemberében, más európai országokban októberben illetve novemberben. 2014 októberében újra megjelent Seven+ címmel egy új dallal és tizenöt remix-szel.
2014 novemberében, az Edsel Records kiadta a "The Collection 1989-2003" című, 13 CD-ből és 5 DVD-ből álló gyűjteményt, az 5 stúdióalbum mellett számos nehezen fellelhető dallal, remix-szel, promo videóval, élő koncertfelvétellel és új interjúkkal. Minden album egyenként is megjelent. A Live in Manchester videoalbum 2015. augusztus 25-én jelent meg.

## Színészi karrier

### 1998–2002
1999 májusában Stansfield színészként először mutatkozott be filmen. Joan Woodcock szerepében tűnt fel a Nick Mead rendezte Swingben, Hugo Speer-rel az oldalán, és a filmzenei albumhoz dalokat rögzített. Az album jazz és swing számokat vonultat fel, 1999 május 10-én jelenik meg. A Swing: Original Motion Picture Soundtrack album pozitív kritikákat kapott és a hatodik helyig jutott a Billboard magazin Top Jazz Albums toplistáján. 1999 júliusában jelent meg a Barry White-tal készült duettje, a "The Longer We Make Love", kislemez formájában, duettpartnerének Staying Power című albumáról.
A 2000-es év végén, két dalnak a feldolgozását készítette el, a Motown Mania albumra felkerült "You Keep Me Hangin’ On"-t (2000 decemberében jelent meg), és a "Somewhere My Baby Waits for Me"-t, ami a Szeretném, ha szeretnél című romantikus vígjáték egyik betétdala volt (2001 januárjában jelent meg).
2002 februárjában színházban debütált a Vaginamonológok című darabban az Arts Theatre-ben, a londoni West Enden, Anita Dobson-nal és Cecilia Noble-lel.

### 2005–2012
Stansfield önmagát alakította a Monkey Trousers című vígjátéksorozatban 2005-ben. 2006-ban a Goldplated című drámasorozatban szerepelt, ahol Trinny Jamieson karakterét formálja meg.
2007 szeptemberében egy másik tévésorozatban, az Agatha Christie: Marple-ben tűnt fel, Mary Durrant karakterét játszotta el az Ordeal by Innocence (Az alibi) című epizódban.
Stansfield szinkronizálta a finn A varázsszív című animációs film egyik karakterét, Millie manót az angol verzióban 2007 decemberében. A főcímdalt is ő énekelte, a Quest for a Heart-ot, amit Charlie Mole és Lee Hall írt, producerei Mole és Ali Thomson voltak.
2007-ben Stansfield csatlakozott a John Maybury rendezte A szerelem határai című filmhez, amelyben Keira Knightley, Sienna Miller, Cillian Murphy és Matthew Rhys alakították a főbb szerepeket.
2009-ben Nick Mead Dean Street Shuffle című dokumentumfilmjében szerepel, önmagát alakítva.
2012-ben szerepet kapott Elaine Constantine Northern Soul című filmjében. Az 1974-ben játszódó, független dokumentarista dráma a Northern soul nevű, a 60-as és 70-es években népszerű zenei és táncmozgalom társadalomra gyakorolt szerepéről és nemzedékéről szól.

## Magánélete
1987-ben, Stansfield hozzáment az olasz tervező Augusto Grassihoz, akivel Tunéziában találkozott. Az esküvőt a Sacred Heart templomban tartották az angliai Rochdale-ben. A pár elköltözött Zagarolo-ba, Olaszországba, de a házasságuk mindössze négy hónapig tartott. A válásuk után Stansfield visszatért Angliába. Éveken át tartó barátság és eljegyzés után, ő és Ian Devaney összeházasodtak 1998. július 25-én. A New Yorkban tartott zártkörű szertartáson a vendégek csak Stansfield szülei és a vőlegény anyja voltak.
2008-ban eladta hat hálószobás Mount Henry fantázianevű, viktoriánus stílusú házát a Torca Road-on Dalkey-ben, Írországban, 6 millió euróért Ed Clark iparmágnásnak (eredetileg 8 milliót kért érte 2007-ben).

## Diszkográfia
Stúdióalbumok
- Affection (1989)
- Real Love (1991)
- So Natural (1993)
- Lisa Stansfield (1997)
- Face Up (2001)
- The Moment (2004)
- Seven (2014)
- Deeper (2018)

## Filmográfia
- 1999: Swing
- 2005: Monkey Trousers
- 2006: Goldplated
- 2007: Agatha Christie's Marple
- 2007: Quest for a Heart
- 2008: The Edge of Love
- 2009: Dean Street Shuffle
- 2014: Northern Soul

## Fordítás
- Ez a szócikk részben vagy egészben  a   Lisa Stansfield című angol Wikipédia-szócikk fordításán alapul.  Az eredeti cikk szerkesztőit annak laptörténete sorolja fel. Ez a jelzés csupán a megfogalmazás eredetét és a szerzői jogokat jelzi, nem szolgál a cikkben szereplő információk forrásmegjelöléseként.

## További információ
- Hivatalos oldal
- Lisa Stansfield a Facebookon
- Lisa Stansfield a PORT.hu-n (magyarul)
- Lisa Stansfield az Internetes Szinkronadatbázisban (magyarul)
- Lisa Stansfield az Internet Movie Database-ben (angolul)
- Lisa Stansfield a Rotten Tomatoeson (angolul)
- Lisa Stansfield | Biography & History | AllMusic. AllMusic. (Hozzáférés: 2017. január 6.)
- Lisa Stansfield. Discogs. (Hozzáférés: 2017. január 6.)